# Aleksander Atarbekian
Aleksander Mowsesi Atarbekian (orm. Ալեքսանդր Մովսեսի Աթաբեկյան, ur. 2 lutego 1868 w Şuşy, zm. 5 grudnia 1933 w Moskwie) – armeński anarchista.

## Życiorys
Urodził się w rodzinie lekarza. W 1886 skończył szkołę realną w Şuşy, od 1889 do 1896 studiował na Wydziale Medycznym Uniwersytetu Genewskiego. Wstąpił do ormiańskiej partii socjaldemokratycznej Gnczak, jednak wkrótce zerwał z tą partią i został anarchistą. W Genewie wydawał anarchistyczną literaturę w językach ormiańskim i rosyjskim, latem 1893 wraz z bułgarskim anarchistą P. Stojanowem udał się do Londynu, gdzie spotkał się z Piotrem Kropotkinem, z którym omawiał plany wydawnicze. 
W późniejszych latach odszedł od aktywnej działalności politycznej. Pod koniec 1914 został lekarzem w rosyjskiej armii, był kierownikiem szpitala polowego na Froncie Kaukaskim. W kwietniu 1917 udał się do Moskwy, gdzie odnowił kontakty z anarchistami, w tym z Kropotkinem. Ponownie zaczął pracować w wydawnictwach anarchistycznych periodyków, a w październiku 1917 na łamach pisma „Anarchia” brał udział w dyskusji na temat stosunku anarchistów do Rządu Tymczasowego, występując z krytyką eserowców. Wskazywał na agresywny charakter wojny nie tylko ze strony Niemiec i Austro-Węgier, ale również Rosji, i namawiał Kropotkina do stanięcia na czele anarchistycznej rewolucji społecznej mającej uchronić pracujących, zarówno od walki klas, jak i od ulicznego bolszewizmu. Do rewolucji październikowej odniósł się negatywnie, charakteryzując ją jako bratobójczą rzeźnię wywołaną przez spory między socjalistami z dwóch różnych frakcji. 
W kolejnych broszurach krytykował poszczególne posunięcia władz bolszewickich, w 1920 został za to aresztowany przez organy Czeki. Zimą 1921 był obecny przy umierającym Kropotkinie. W 1922 po zamknięciu wydawnictwa, dla którego pisał swoje broszury, wrócił do praktyki lekarskiej.